# 徐成治
徐成治（1573年—1631年），字平仲，號新寰，山东兖州府峄县民籍直隶歙县人。明朝政治人物。

## 生平
萬曆四十六年（1618年）戊午科山東鄉試舉人，天啓二年（1622年）壬戌科進士。初授汜水县知县，调唐县，改武学教授，擢礼部儀制司主事，崇祯四年十一月十七日卒，年五十有九。